# Zamek w Samborze
Zamek w Samborze – zamek wzniesiony przez ród książąt ruskich.

## Historia
W XVI w. starostą Sambora był Jerzy Mniszech, wojewoda sandomierski i żupnik ziem ruskich. W 1605 r. na zamku gościł Dymitr Samozwaniec. II wojna polsko-szwedzka, a także zaraza z początku XVIII w. znacznie zniszczyły zamek. W 1732 r. król Polski August II Sas udzielił Żydom przywileju budowania domów z drewna i muru na gruncie zamkowym, towary w nich sprzedawać trudnić się handlem i rzemiosłem. Ponieważ posiadali już bożnicę i okopisko pozwolono im także mięso wystawiać.

## Architektura
O dworze królewskim w Nowym Samborze w 1596 r. lustratorzy pisali: parkan wokoło drzewem pod topór spuszczanym, w którym basteczek okrągłych dwie; brama drewniana podmurowana, nad nią bania okrągła, pobita blachą białą. Druga brama z banieczką, blachą białą pobita z gałką pozłacaną; mury wyżej dwóch łokci wysokie opasują dziedziniec. Dom dla króla, inny dla królowej; w ogródku pod okna pokojów KJM. Z lustracji przeprowadzonej 1714 r. wynika: Wjazd do zamku od miasta, most z poręczem; brama z drzewa w kwadrat, gontami pobita, na niej izdebek dwie, na dole kordegarda; brama druga w kwadrat, w drzewo budowana, na górze komora; zabudowania gospodarskie (opis takowych). Pałac w zamku ma wierzch gontowy zgniły, powały na dół pospadały; ściany miejscami powybierane, piece porozwalane. Rezydencja administratorów. Wkoło całego zamku powale parkany z dyłów, miejscem całe przęsła, miejscem powywracane i drzewo pozabierane. Lustracja z 1762 r. podaje: Wchodząc do pałacu z dziedzińca, galeria na słupach dziewięciu, posadzką kamienną wysadzana. Wszedłszy pod dach altanki dwie naprzeciwko siebie; w jednej archiwum zamku, w drugiej jest kaplica, trochę złotem malarskim pomalowana. Pałac gliną oblepiony i wapnem frankowany, cały około wałem z ziemi otoczony, w którego rogach jeszcze znaki bastionów znajdują się; wierzchem wałów płot; pałacu wierzbami i różnym drzewem rodzajnym osadzony, po drugiej zaś stronie między i około dębów dwóch altanki, grabiną i wierzbiną osadzone.